# Stéphane Javelle

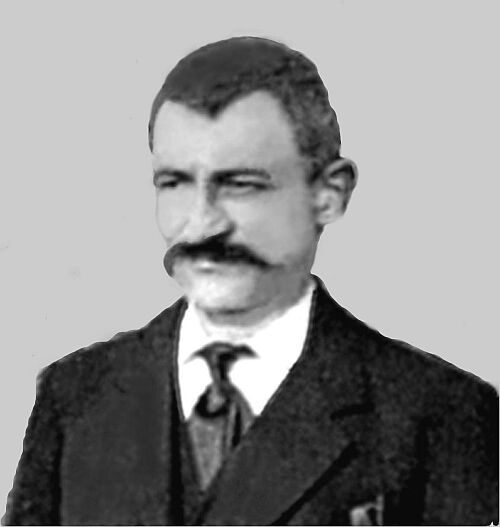
Stéphane Javelle.

Stéphane Javelle, född den 16 november 1864 i Lyon, död den 3 augusti 1917 i Nice, var en fransk astronom.
Från 1888 var han assistent till Henri Perrotin vid Niceobservatoriet. Han observerade 1431 objekt i Index Catalogue. Av Franska vetenskapsakademien tilldelades han Lalandepriset 1894 och Valzpriset 1910.